# De wildplasser
De wildplasser is een beeld in Amsterdam-Zuid aan het IJsbaanpad
De Amsterdamse voetbalvereniging ASV Arsenal mocht hier een nieuw sportterrein in gebruik nemen, dat verbonden is met het Olympisch Stadion. Het vroeg daarop onder de noemer "Terreinwinst" een elftal kunstenaars kunst te ontwikkelen voor de vereniging en de buurt. Een voorwaarde was dat het met sport te maken had. De elf kunstvoorwerpen moesten (tijdelijk) de overheersende reclameborden vervangen. Erik Kessels van communicatiebedrijf KesselsKramer kwam met het ontwerp voor deze wildplasser. Hij legde de link tussen enerzijds de amateurvoetballer, die even nodig moet en langs het veld gaat urineren, voor het beeld heeft dan ook een ouder lid van Arsenal model gestaan, en anderzijds het fenomeen wildplassen. Dat laatste gebeurt al eeuwen, Rembrandt van Rijn schilderde in 1631 al een vrouw die wildplast, maar het woord wildplassen kwam pas op in de jaren negentig. 
Enkele andere bijdragen in het kader van Terreinwinst:
- "Roeptoeter": Een kunstenaar kwam met een megafoon, verbeeld als een afgeknotte open kegelvorm, staande voor de schreeuwende ouders langs de zijlijn.
- Er werd een rij kuipstoeltjes geplaatst op hoge palen, om de rustiger toeschouwers te verbeelden.